# Fabio Pisacane
Fabio Pisacane (Nápoles, Italia, 28 de enero de 1986) es un exfutbolista y entrenador italiano que jugaba de defensa. Actualmente dirige al Cagliari de la Serie A.

## Trayectoria

### Como jugador
Pisacane se formó en las categorías inferiores del Genoa. Durante su juventud, padeció el síndrome de Guillain-Barré, trastorno neurológico que lo llevó a la parálisis y al coma. Tras una lenta recuperación, logró volver a jugar el fútbol, debutando en el primer equipo del Genoa el 28 de mayo de 2005 contra el Catanzaro (3-1 para los genoveses). El mismo año fue cedido al Ravenna de la tercera división italiana, donde jugó 12 partidos. Sucesivamente fue cedido a otros dos clubes de la tercera división: Cremonese (21 presencias) y Lanciano (23 presencias).
En 2008 fue adquirido por el Lumezzane (en copropiedad con el Chievo Verona) y totalizó 32 presencias con 3 tantos. La temporada siguiente fue cedido al Ancona de la Serie B, donde jugó sólo 22 partidos debido a una lesión en el menisco. Vuelto al Lumezzane, disputó una última temporada en este club, para luego ser agente libre.
El 14 de abril de 2011 el director deportivo del Ravenna, Giorgio Buffone, le ofreció €50.000 para que el Ravenna ganara el partido siguiente contra el Lumezzane. Sin embargo, el futbolista napolitano rechazó la propuesta y denunció el intento de soborno. Por su lealtad deportiva, fue nombrado embajador de la FIFA.
En el verano siguiente, Pisacane fue contratado por la Ternana donde, con 33 presencias y 3 goles, fue uno de los artífices del ascenso a la segunda división del conjunto rojiverde. El 11 de julio de 2013 fichó por el Avellino. Tras dos temporadas con la camiseta verde, fue transferido al Cagliari, con el que logró el ascenso a la Serie A.
El 19 de enero de 2021, fichó por el Lecce de la Serie B. Al no estar en los planes del club para la temporada 2021-22, el 8 de febrero de 2022 se anunció la rescisión consensuada del su contrato.

### Como entrenador

#### Inicios
El 8 de junio de 2022, Pisacane asumió como asistente técnico de Fabio Liverani en el Cagliari. El 23 de enero de 2023, fue incluido en el organigrama del sector juvenil del club como colaborador técnico, con foco en la técnica individual aplicada a la fase defensiva. El 22 de marzo, tras la destitución de Michele Filippi, acompañó a Matteo Battilana en su etapa al frente del equipo Primavera.
No obstante, el 13 de julio de 2023, fue anunciado como entrenador del equipo Primavera del Cagliari y firmó un contrato por dos años. El 9 de abril de 2025, ganó su primer trofeo como técnico, la Copa Italia Primavera tras vencer al A. C. Milan por 3-0 en la final.

#### Cagliari
El 11 de junio de 2025, fue oficializado como entrenador del Cagliari hasta junio de 2026.

## Clubes

### Como jugador
| Club                     | País   | Año       | PJ  | Goles |
| ------------------------ | ------ | --------- | --- | ----- |
| Genoa C. F. C.           | Italia | 2005-2008 | 1   | 0     |
| Ravenna Calcio (cedido)  | Italia | 2005-2006 | 11  | 0     |
| U. S. Cremonese (cedido) | Italia | 2006-2007 | 21  | 0     |
| S. S. Lanciano (cedido)  | Italia | 2007-2008 | 23  | 0     |
| A. C. Lumezzane          | Italia | 2008-2009 | 32  | 2     |
| A. C. Ancona (cedido)    | Italia | 2009-2010 | 23  | 0     |
| A. C. Lumezzane          | Italia | 2010-2011 | 29  | 3     |
| Ternana                  | Italia | 2011-2013 | 41  | 3     |
| U. S. Avellino           | Italia | 2013-2015 | 86  | 1     |
| Cagliari                 | Italia | 2015-2021 | 151 | 5     |
| U. S. Lecce              | Italia | 2021-2022 | 10  | 0     |

### Como entrenador
| Equipo            | Div.  | Temporada | Liga  | Liga | Liga | Liga | Liga |       | Copa | Copa | Copa | Copa  |   | Internacional | Internacional | Internacional | Internacional | Internacional |   | Otros | Otros | Otros | Otros |   | Totales     | Totales | Totales | Totales | Totales | Totales | Totales | Totales |
| Equipo            | Div.  | Temporada | Part. | G    | E    | P    | Pos. | Part. | G    | E    | P    | Part. | G | E             | P             | Pos.          | Part.         | G             | E | P     | Part. | G     | E     | P | Rendimiento | GF      | GC      | Dif.    |         |         |         |         |
| ----------------- | ----- | --------- | ----- | ---- | ---- | ---- | ---- | ----- | ---- | ---- | ---- | ----- | - | ------------- | ------------- | ------------- | ------------- | ------------- | - | ----- | ----- | ----- | ----- | - | ----------- | ------- | ------- | ------- | ------- | ------- | ------- | ------- |
| Cagliari · Italia | 1.ª   | 2025-26   | 0     | 0    | 0    | 0    | -    | 1     | 0    | 1    | 0    | -     | - | -             | -             | -             | -             | -             | - | -     | 1     | 0     | 1     | 0 | 33.33%      | 1       | 1       | +0      |         |         |         |         |
| Cagliari · Italia | Total | Total     | 0     | 0    | 0    | 0    | -    | 1     | 0    | 1    | 0    | -     | - | -             | -             | -             | -             | -             | - | -     | 1     | 0     | 1     | 0 | 33.33%      | 1       | 1       | +0      |         |         |         |         |
| 1.                |       |           |       |      |      |      |      |       |      |      |      |       |   |               |               |               |               |               |   |       |       |       |       |   |             |         |         |         |         |         |         |         |

#### Resumen por competiciones
| Competición         | Partidos | Ganados | Empatados | Perdidos | %      | Resultado   |
| ------------------- | -------- | ------- | --------- | -------- | ------ | ----------- |
| Serie A             | 0        | 0       | 0         | 0        | 0%     | En disputa  |
| Copa Italia         | 1        | 0       | 1         | 0        | 33.33% | En disputa  |
| Total en su carrera | 1        | 0       | 1         | 0        | 33.33% | Sin Títulos |

## Palmarés

### Como jugador

#### Campeonatos nacionales
| Título                   | Club     | País   | Año     |
| ------------------------ | -------- | ------ | ------- |
| Lega Pro Prima Divisione | Ternana  | Italia | 2011-12 |
| Serie B                  | Cagliari | Italia | 2015-16 |